# Wilhelm Christian Müller

Wilhelm Christian Muller

Wilhelm Christian Müller (* 7. März 1752 in Wasungen, Sachsen-Meiningen; † 13. Juli 1831 in Bremen) war ein deutscher Musikschriftsteller, Kantor und Pädagoge.

## Biographie

Briefe an deutsche Freunde von einer Reise durch Italien, über Sachsen, Böhmen und Oestreich (1824)

Müllers Vater war Pfarrer in der Rhön. Müller war verheiratet mit Anna Maria Müller. Beide hatten zwei Kinder; die Pianistin Elise Müller (1782–1849) und den Musiker Adolph Wilhelm Müller (* 1784).
Er war schon in jungen Jahren sehr musikalisch, musste aber auf Wunsch des Vaters Theologie studieren. Nach dem Studium in Göttingen arbeitete Müller zunächst als Hauslehrer in Altona, wo er mit Joachim Heinrich Campe zusammentraf, der ihn 1778 an das Dessauer Philanthropin empfahl. Dort blieb Müller allerdings nur ein paar Monate.
1778 zog er auf Veranlassung einiger Bremer Kaufleute nach Bremen, wo er zunächst als Privatlehrer wirkte. 1781 gründete er sein privates Erziehungsinstitut, mit dem er in Konkurrenz zu dem städtischen Gymnasium illustre in Bremen und dem lutherischen Athenäum am St. Petri-Dom trat. Beim Unterricht traten die traditionellen humanistischen Fächer zurück gegenüber den Realien (Naturwissenschaften, angewandte Sprachen). Bei einem Schulgeld von 75 bis 80 Reichstalern konnten nur Schüler aus besser gestellten Familien seine Anstalt besuchen. 1784 erhielt er die Stelle als Musikdirektor und Kantor bei dem Athenaeum in Bremen, einer Oberstufe der Domschule, und er war nach 1803 Lehrer am daraus gegründeten Lyceum. Sein privates Erziehungsinstitut bestand weiter, musste ab 1790 den Unterricht aber einschränken.
Die Musik nahm im pädagogischen Konzept Müllers, das im Übrigen stark von den pädagogischen Ideen Joachim Heinrich Campes, Johann Bernhard Basedows und Johann Heinrich Pestalozzis beeinflusst war, einen wichtigen Platz ein. Bekannt waren die regelmäßigen Hauskonzerte, bei denen die musikalische Familie spielte.
1803 gingen Athaneum und Lateinschule an die Stadt Bremen. Ab 1805 war Müller Domkantor und Lyceumslehrer im bremischen Dienst. Er bereitete zu seiner Amtszeit die Vereinigung der beiden Gymnasien Bremens vor, die 1817 vollzogen wurde. Das Lyzeum wurde 1817 zur Hauptschule in Bremen.
Seine vielfältigen pädagogischen Schriften zeigen eine interdisziplinäre Ausrichtung des Unterrichts, die bei aller Wertschätzung der theoretischen Durchdringung der Materie sehr praxisorientiert ist.
Er ist nicht in eine bestimmte pädagogische Richtung seiner Zeit einzuordnen. Er soll sehr temperamentvoll, aber auch etwas oberflächlich gewesen sein. Über den Pragmatismus schrieb er 1807 das Buch Versuch einer allg. pragmatischen Elementarschule. Mit den Behörden und der Berufsgenossenschaft soll er viel Streitereien ausgetragen haben. Er beschäftigte sich mit Lavaters Theorie der Physiognomik und den Lehren des Magnetismus.
1814 besuchten er und seine Tochter Elise Goethe in Wiesbaden. Sein Erziehungsinstitut musste er nach vielfältiger Kritik 1814 schließen. 1815 waren Vater und Tochter sowie der Komponist und Domorganist Wilhelm Friedrich Riem an der Gründung einer Bremer Singakademie beteiligt. 1817 gab er auch sein Amt am Dom auf. Er widmete sich nun der Musik und unternahm eine Reise nach Österreich und Italien (Briefe aus Italien). Auf dieser Reise, die er mit seiner Tochter Elise unternahm, traf er am 3. Oktober 1820 in Wien ein, wo er mehrfach mit Ludwig van Beethoven zusammentraf. Nach dem Besuch schrieben die Müllers und Beethoven häufiger. In der Allgemeinen Musikalischen Zeitung veröffentlichte er am 23. Mai 1827 einen Aufsatz mit persönlichen Erinnerungen an Beethoven. Bei der Reise 1820/21 kam es auch zu Begegnungen mit Andreas Streicher, Nannette Streicher in Wien und Gioachino Rossini in Neapel.
Danach zog er sich aus dem öffentlichen Leben zurück. Er arbeitete an einer Einleitung der Wissenschaft der Tonkunst.

## Werke
- Nachricht von meinem Erziehungs-Institut, Bremen 1787
- Vorlesung ueber zwei wichtige Erziehungs-Verbesserungen, ebd. 1791
- Versuch einer Geschichte der musikalischen Kultur in Bremen. In: Hanseatisches Magazin 3, 1801, 111–168
- Erfahrungen ueber Pestalozzi’s Lehrmethode, ebd. 1804
- Bremisches Gesellschafts-Liederbuch, ebd. 1807/08
- Versuch einer allg. pragmatischen Elementarschule, 2 Bde., ebd. 1807 und 1809
- Paris im Scheitelpunkte oder flüchtige Reise durch Hospitäler und Schlachtfelder zu den Herrlichkeiten in Frankreichs Herrscherstaat im August 1815, 2 Bde., ebd. 1816 u. 1818.
- Briefe aus Italien an deutsche Freunde; 2 Bände, 1820
  - Briefe an deutsche Freunde von einer Reise durch Italien, über Sachsen, Böhmen und Oestreich. Band 1. Johann Friedrich Hammerich, Altona 1824 (beic.it).
  - Briefe an deutsche Freunde von einer Reise durch Italien, über Sachsen, Böhmen und Oestreich. Band 2. Johann Friedrich Hammerich, Altona 1824 (beic.it).
- Flug von der Nordsee zum Montblanc, durch Westphalen, Niederrhein, Schwaben, die Schweiz, ueber Baiern, Franken, Niedersachsen zurueck: Skizze zum Gemaelde unserer Zeit, Altona 1821
- Aesthetisch-historische Einleitungen in die Wissenschaft der Tonkunst, Leipzig 1830,[2]